# Rhodoecia differta
Rhodoecia differta är en fjärilsart som beskrevs av Morrison 1875. Rhodoecia differta ingår i släktet Rhodoecia och familjen nattflyn. Inga underarter finns listade.